# Phyllophaga anxia
Phyllophaga anxia är en skalbaggsart som beskrevs av Leconte 1850. Phyllophaga anxia ingår i släktet Phyllophaga och familjen Melolonthidae. Inga underarter finns listade i Catalogue of Life.